# SaferSurf
SaferSurf è un software per la navigazione Internet anonima. Oltre ad offrire anonimato sul web, ha diverse altre funzioni, come ad esempio un servizio di geolocalizzazione, usando un proxy per eludere le restrizioni nei vari paesi. Il suo slogan è "Tearing Down Country Borders in the Web" (Distruggendo i confini dei paesi sul Web). SaferSurf è gestito centralmente su un server e non richiede un'installazione locale.
SaferSurf è stato creato e sviluppato da un team da Nutzwerk, una società del software con la sede a Lipsia che sviluppa le tecnologie dell'internet.
Ha ottenuto la certificazione TÜV nel 2005, 2006, 2007, 2008 e 2009. È stato testato per una vasta gamma di virus e falsi positivi.

## Funzionalità
La lista delle funzionalità comprende:
- Controllo di malware: potenzialmente pericolose richieste on-line sono passate tramite il proxy di SaferSurf che esamina tutti i dati per trovare malware prima che raggiungano il computer. Se vengono rilevati dati pericolosi o indesiderabili, vengono rimossi dal flusso di dati su internet.
- Protezione di anonimato: Poiché SaferSurf contatta i siti per conto dell'utente, è impossibile memorizzare l'indirizzo IP dell'utente. Inoltre, ogni volta che l'utente passa da un sito all'altro, SaferSurf elimina i riferimenti dal flusso di dati. Infine, fornisce un elenco delle note "spie".
- Protezione della posta elettronica contro spam e phishing.
- Connessione internet veloce: Offre dei server ad alta velocità (1 Gbit).
- Accesso ai siti bloccati: Unblock Stick permette all'utente di eludere i firewall e altre restrizioni della rete senza dover avere i diritti amministrativi. Nella modalità privata, il browser Internet non memorizzerà le tracce dell'attività dell'utente.
- Fissazione della durata massima dei cookie.
- Sblocca i video su YouTube e altri portali mediatici: Diversi punti dei proxy di SaferSurf aggirano le limitazioni dei paesi, mentre i siti mantengono la loro piena funzionalità a causa di uno speciale proxy SSL che carica il sito web direttamente tramite una connessione crittografata. La funzione di geolocalizzazione permette all'utente di adottare l'IP di un paese specifico.
- Non memorizza l'indirizzo IP dell'utente: In questo modo, anche SaferSurf non può collegare l'utente con il contenuto online.

## Recensioni
Quando SaferSurf è stato pubblicato nel 2003, i media lodavano la sua velocità. Hamburger Abendblatt ha scritto: "Surfate fino a dieci volte più veloce, senza virus. È il servizio offerto dalla società Nutzwerk (...) Anche con una connessione modem lenta, i dati raggiungono il loro obiettivo più in fretta." Pocket PC Magazine ha scritto: "In effetti, con l'assistenza di SaferSurf Speed, pagine web appaiono fino a tre volte più veloce (...) SaferSurf Speed funziona indipendentemente da qualsiasi vostra connessione ISP e Internet (il tipico modem, ISDN, ADSL, le comunicazioni mobili, LAN, ecc.)" 
Altri media hanno dato più peso all'anonimato e la protezione. La rivista di computer di Bild ha testato diversi programmi per l'anonimato sul web e ha citato "affidabile anonimato" tra i vantaggi di SaferSurf. Nello stesso anno, Macworld ha elogiato il suo servizio di filtro anti-spam.